# تيرينس هاينز
تيرينس هاينز (بالإنجليزية: Terence Hines)‏ هو بروفيسور أمريكي، ولد في 22 مارس 1951 في هانوفر في ألمانيا.